# Спитен, Матс
Матс Спитен (норв. Mats Spiten; родился 8 января 2010, Конгсберг) — норвежский футболист, нападающий клуба «Стрёмсгодсет».

## Клубная карьера
Воспитанник футбольной академии клуба «Стрёмсгодсет». В январе 2025 года подписал с клубом профессиональный контракт.
13 апреля 2025 года дебютировал в основном составе «Стрёмсгодсета», выйдя на замену в матче Кубка Норвегии против «Коннеруда». 29 июня 2025 года дебютировал в Элитсерии, выйдя на замену в матче против «Волеренги».

## Личная жизнь
Двоюродный брат Матса Оскар Спитен-Нюсетер также является профессиональным футболистом.